# Pribislavec
Pribislavec är en ort i Kroatien.   Den ligger i länet Međimurje, i den nordöstra delen av landet, 70 km nordost om huvudstaden Zagreb. Pribislavec ligger 158 meter över havet och antalet invånare är 2 943.
Terrängen runt Pribislavec är platt. Runt Pribislavec är det ganska tätbefolkat, med 67 invånare per kvadratkilometer. Närmaste större samhälle är Čakovec, 3,8 km väster om Pribislavec. Trakten runt Pribislavec består till största delen av jordbruksmark.